# Чагров, Никита Владимирович
Никита Владимирович Чагров (24 апреля 1995, Москва) — российский футболист, вратарь клуба «Ротор».

## Биография
С пяти до восьми лет занимался карате. С семи лет стал заниматься футболом в спортшколе «Смена». В октябре 2011 года, в возрасте 16 лет, подписал контракт с московским «Торпедо» из ФНЛ. Был третьим вратарём, за два сезона не провёл ни одного матча. В сезонах 2013/14 — 2014/15 сыграл 20 матчей за молодёжный состав «Ростова». В сезоне 2015/16 получил травму, не играл. Перед сезоном 2016/17 перешёл в клуб «Чайка» Песчанокопское. 26 августа дебютировал в ПФЛ в матче против «Армавира» (2:0). Летом 2017 года перешёл в клуб-новичок ФНЛ «Авангард» Курск. Финалист Кубка России 2018 (на поле не выходил). Сыграл за команду из Курска 52 матча. В январе 2020 года подписал 2,5-летний контракт с «Тамбовом». В чемпионате России дебютировал 26 сентября 2020 года в домашнем матче против «Спартака» (0:2). 
В 2022 году, после долгого нахождения в статусе свободного агента, переехал в Исландию. Чагров продолжил свою карьеру в клубе второго по силе дивизиона страны «Коурдренгир». После сезона-2022 команда была расформирована.
В 2023 году подписал контракт с «Окжетпесом», выступающим в высшей лиге Казахстана. Сыграл за команду 22 матча.
В 2024 году перешёл в волгоградский «Ротор», выступающий во Второй лиге дивизион А, подписав контракт по схеме 0,5+1. Вместе с командой по итогам сезона заслужил повышение в классе, тем самым продлив свой контракт. С июля 2024 выступает за «Ротор» в Первой лиге России. В декабре был признан болельщиками лучшим игроком первой части сезона. 4 апреля 2025 года подписал новый контракт с клубом на два года до конца сезона 2026/2027. В июне был признан болельщиками лучшим игроком сезона 2024/2025.
Чагров свободно владеет английским языком.